# Magasföldi József
Magasföldi József (Székesfehérvár, 1984. november 10. –) magyar labdarúgó, a Puskás Akadémia II játékos-edzője.

## Pályafutása

### Videoton FC
2001 és 2006 között a Videoton FC csapatában játszott ahol 58 meccsen 10 gólt szerzett. A Videoton színeiben a válogatott bő keretében is megfordult. Az U21-es válogatottban az első gólját a bolgár korosztályos csapat ellen szerezte. Első élvonalbeli meccsét 2002-ben a Zalaegerszeg elleni mérkőzésén játszotta. 2003-ban egy Győri ETO FC elleni bajnokin két gólt lőtt az első félidőben, és arccsonttörést szenvedett, mivel Böjte Attila belekönyökölt. 2004 áprilisában visszatért. A 2004–05-ös szezonban 25 mérkőzésen 3 gólt szerzett. 2006-ban magyar kupát nyert.

### FC Slovan Liberec
2005 augusztusában megvásárolta a cseh első osztályban szereplő FC Slovan Liberec, amellyel kettő plusz egyéves szerződést kötött.
Az első meccs előtt megsérült, ezért a Brno ellen nem szerepelt, de reménykedett, hogy az AC Sparta Praha elleni derbin játszhat. A Sigma Olomouc ellen debütált.
Csak a harmadik vonalban játszó tartalékcsapatban játszhatott, de egy mérkőzésen eltört a Böjte Attila által már korábban is eltört állkapcsa. Fél év után a Győri ETO Kenesei Krisztián pótlására szerette volna visszahozni Magyarországra, de a Nemzetközi Labdarúgó-szövetség rendelkezése értelmében erre nem kerülhetett sor, hiszen a Győr már a harmadik csapata lett volna az idényben.
A szezon végén bajnoki címet szerzett.

### FC Sopron
Magasföldi 2006 és 2007 között az FC Sopron csapatában játszott, miután kivásárolták a Slovantól. A 2006–07-es szezonban 27 mérkőzésen 6 gólt szerzett, 1912 percet töltött a pályán. A 27-ből 14-szer cserélték le, négyszer pedig cserejátékos volt.

### BFC Siófok

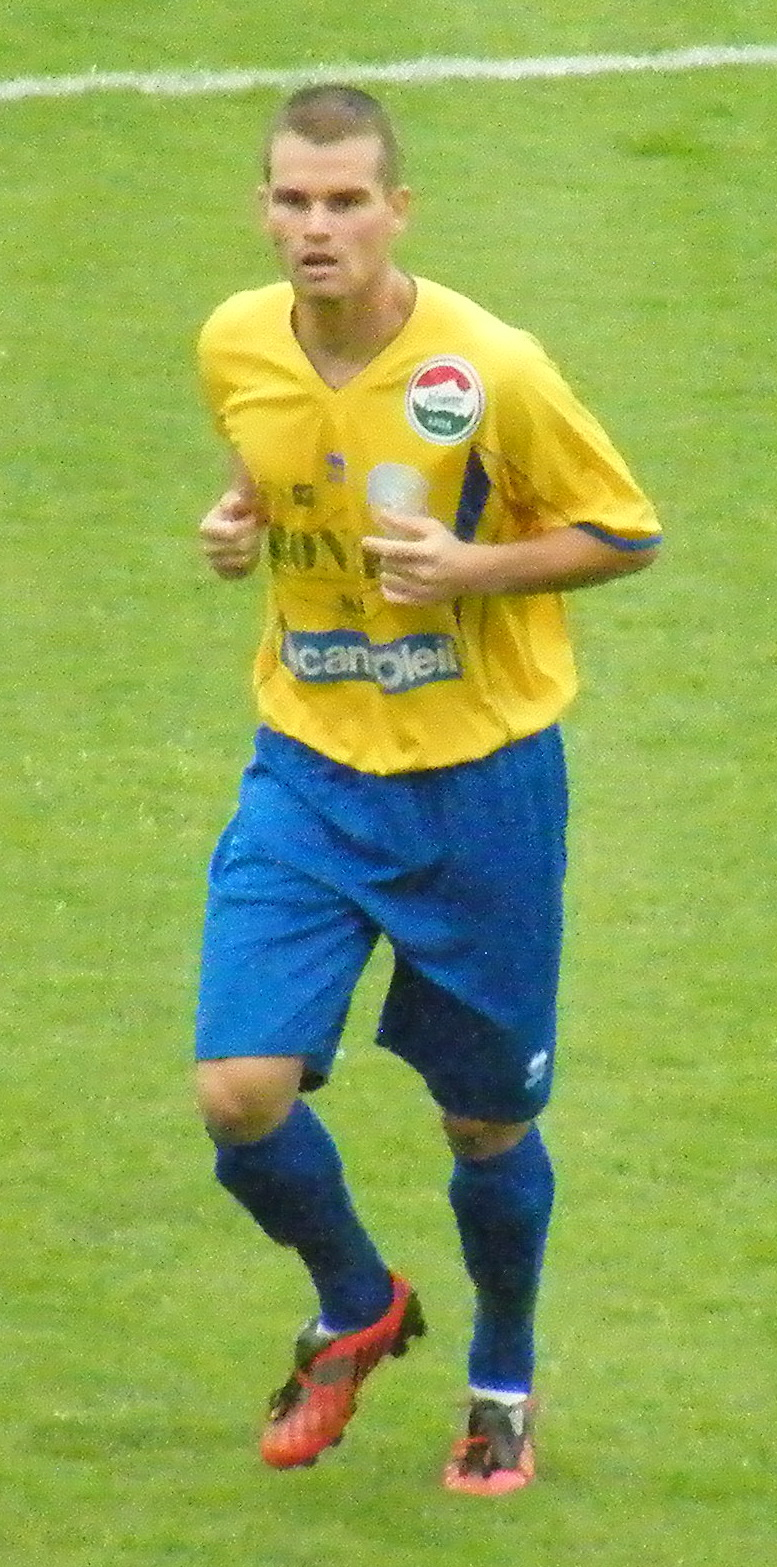
A Siófok mezében

A 2007-2008-as szezon első felében a Budapest Honvéd FC színeiben játszott, a második félévet a Siófoknál töltötte. A bajnokságban elért 6 gólja a góllövőlista 26. helyére volt elég. Összesen 9 gólt lőtt a szezonban. A 2008–2009-es szezont a BFC Siófoknál töltötte, 29 mérkőzésen 8 gólt ért el NB I-ben. A huszadik lett a góllövőlistán. Miután csapata kiesett a legmagasabb osztályból új kihívás után nézett.Milinte Árpáddal, Ivancsics Gellérttel, Hegedűs Gyulával és Andruskó Attila társaságában hagyta ott a csapatot.

### Zalaegerszegi TE
2009 nyarán érkezett a ZTE csapatához,  négyéves szerződést írt alá. Itt újra meghatározó játékossá tudott válni. A 2010-es év tavaszi félévében sérülése miatt késve tudott játékba lendülni, térdműtéten esett át, amely során eltávolítottak a lábából egy fémdarabot. A ZTE csapatában összesen 9 gólt szerzett. A szezonban 29 mérkőzésen játszott, 7 gólt szerzett, 20-szor volt kezdőjátékos.

### Paksi FC
2010 augusztusában a Paksi FC csapatához igazolt, és 2012-ig ott játszott. A Kecskeméti TE elleni bajnokin összekoccintotta Vladan Čukić lábát, ezért két meccsre eltiltották.
A ligakupát megnyerte a Pakssal, a döntő visszavágóján Magasföldi két gólt szerzett, ami nagyban hozzájárult az összesítésben 4–2-es eredményhez a Debreceni VSC ellen. A bajnokságban a második helyen végzett csaptával, ami Európa-liga részvételi jogot jelentett.
A 2011–12-es szezonban az Európa-ligában az UE Santa Coloma elleni mérkőzésen a 11. percben megszerezte a vezetést a Paksnak egy fejessel. Egy másik fejes gólt is szerzett, de a játékvezető ezt nem adta meg. A második félidőben újabb gólt szerzett.
2010-ben az MLS-ben szereplő csapat érdeklődött Magasföldi után, de végül mégsem szerződtették. Utolsó mérkőzését a Zalaegerszeg ellen játszotta az Atomvárosban.Ebben a szezonban a Nemzeti Sport rangsorában a 105. volt az élvonalbeli labdarúgók közül. Néhány mérkőzésen a Paks II-ben is pályára lépett. Távozásakor volt ajánlata a BFC Siófok-tól és a Ferencvárosi TC-től is, de mégis a Gyirmót FC csapatát választotta.

### Gyirmót FC
2012 nyarán volt megkeresése a BFC Siófoktól is, de ő Csank János csapatát választotta. Első bajnokiján máris gólt szerzett a Szigetszentmiklós ellen. A 2012–13-as szezonban a másodosztályban 28 mérkőzés mindegyikén szerepelt, 12 gólt szerzett, 19-szer volt kezdőjátékos.
A 2013–14-es szezon első gyirmóti bajnoki gólját is ő szerezte a Szolnok ellen. Két év alatt a győri klub színeiben nyolcvanöt tétmérkőzésen harminc gólt szerzett. 2015 nyarán távozott a klubtól, miután lejárt a szerződése, és bár a Zalaegerszeg is érdeklődött utána, végül a Dunaújváros PASE csapatához írt alá hároméves szerződést.

### Győri ETO
2016 szeptemberében az akkor a harmadosztályban szereplő ETO FC Győr igazolta le. A 2017-2018-as idényben, immáron a másodosztályban tizenkét gólt szerzett a csapat színeiben. A 2018-2019-es idény első felében 16 bajnoki találkozón kapott szerepet. 2018 novemberében az ETO felbontotta a szerződését.

### BFC Siófok
2019 januárjában újra a BFC Siófok játékosa lett. Húsz találkozón négy gólt szerzett.

### Puskás Akadémia II
2020. februárjában a harmadosztályú Puskás Akadémia II csapatához igazolt és játékos-edző lett.

### Az U21-es válogatottban
Tagja volt az U21-es válogatottnak. 2005 márciusában a bolgárok ellen ő lőtte a győztes gólt Dunaújvárosban. Az volt az első gólja. 2006 májusában két gólt szerzett Görögország ellen Athénban. A horvátok elleni meccsen Tisza Tibor az ő buktatásáért megítélt tizenegyesből szerzett vezetést. Magasföldi a válogatott meghatározó tagja volt. A skótok ellen bekerült a bő keretbe.

## Sikerei, díjai
ZTE
- Magyar Kupa-döntős: 2010

Paksi FC
- Ligakupa-győztesː 2011

ETO FC Győr
- Magyar harmadosztály, bajnokː 2017